# Chenôve
Chenôve és un municipi francès, situat al departament de la Costa d'Or i a la regió de Borgonya - Franc Comtat. L'any 2007 tenia 14.841 habitants.

## Demografia

### Població
El 2007 la població de fet de Chenôve era de 14.841 persones. Hi havia 6.083 famílies, de les quals 2.079 eren unipersonals (765 homes vivint sols i 1.314 dones vivint soles), 1.521 parelles sense fills, 1.810 parelles amb fills i 673 famílies monoparentals amb fills.
La població ha evolucionat segons el següent gràfic:
Habitants censats

### Habitatges
El 2007 hi havia 6.626 habitatges, 6.217 eren l'habitatge principal de la família, 43 eren segones residències i 365 estaven desocupats. 1.737 eren cases i 4.786 eren apartaments. Dels 6.217 habitatges principals, 2.786 estaven ocupats pels seus propietaris, 3.348 estaven llogats i ocupats pels llogaters i 82 estaven cedits a títol gratuït; 128 tenien una cambra, 742 en tenien dues, 1.695 en tenien tres, 2.000 en tenien quatre i 1.652 en tenien cinc o més. 2.393 habitatges disposaven pel capbaix d'una plaça de pàrquing. A 3.143 habitatges hi havia un automòbil i a 1.387 n'hi havia dos o més.

### Piràmide de població
La piràmide de població per edats i sexe el 2009 era:
| Homes | Edats   | Dones |
| ----- | ------- | ----- |
| 0     | 95 o +  | 8     |
| 8     | 90 a 94 | 68    |
| 40    | 85 a 89 | 84    |
| 48    | 80 a 84 | 144   |
| 208   | 75 a 79 | 288   |
| 272   | 70 a 74 | 352   |
| 336   | 65 a 69 | 400   |
| 380   | 60 a 64 | 420   |
| 396   | 55 a 59 | 392   |
| 536   | 50 a 54 | 548   |
| 520   | 45 a 49 | 612   |
| 512   | 40 a 44 | 620   |
| 528   | 35 a 39 | 560   |
| 584   | 30 a 34 | 560   |
| 520   | 25 a 29 | 564   |
| 624   | 20 a 24 | 556   |
| 668   | 15 a 19 | 612   |
| 684   | 10 a 14 | 548   |
| 628   | 5 a 9   | 548   |
| 484   | 0 a 4   | 400   |

## Economia
El 2007 la població en edat de treballar era de 9.433 persones, 6.718 eren actives i 2.715 eren inactives. De les 6.718 persones actives 5.644 estaven ocupades (2.948 homes i 2.696 dones) i 1.074 estaven aturades (513 homes i 561 dones). De les 2.715 persones inactives 713 estaven jubilades, 1.089 estaven estudiant i 913 estaven classificades com a «altres inactius».

### Ingressos
El 2009 a Chenôve hi havia 6.146 unitats fiscals que integraven 14.871 persones, la mediana anual d'ingressos fiscals per persona era de 14.497 €.

### Activitats econòmiques
Dels 1.079 establiments que hi havia el 2007, 8 eren d'empreses extractives, 14 d'empreses alimentàries, 8 d'empreses de fabricació de material elèctric, 1 d'una empresa de fabricació d'elements pel transport, 36 d'empreses de fabricació d'altres productes industrials, 137 d'empreses de construcció, 326 d'empreses de comerç i reparació d'automòbils, 41 d'empreses de transport, 36 d'empreses d'hostatgeria i restauració, 17 d'empreses d'informació i comunicació, 64 d'empreses financeres, 42 d'empreses immobiliàries, 162 d'empreses de serveis, 142 d'entitats de l'administració pública i 45 d'empreses classificades com a «altres activitats de serveis».
Dels 225 establiments de servei als particulars que hi havia el 2009, 1 era una oficina d'administració d'Hisenda pública, 1 oficina del servei públic d'ocupació, 2 oficines de correu, 12 oficines bancàries, 37 tallers de reparació d'automòbils i de material agrícola, 3 tallers d'inspecció tècnica de vehicles, 2 establiments de lloguer de cotxes, 1 autoescola, 13 paletes, 30 guixaires pintors, 18 fusteries, 28 lampisteries, 13 electricistes, 2 empreses de construcció, 14 perruqueries, 2 veterinaris, 7 agències de treball temporal, 24 restaurants, 7 agències immobiliàries, 3 tintoreries i 5 salons de bellesa.
Dels 90 establiments comercials que hi havia el 2009, 2 eren hipermercats, 4 supermercats, 5 grans superfícies de material de bricolatge, 3 botiges de menys de 120 m², 10 fleques, 5 carnisseries, 2 botigues de congelats, 6 llibreries, 17 botigues de roba, 2 botigues d'equipament de la llar, 5 sabateries, 5 botigues d'electrodomèstics, 2 botigues de mobles, 8 botigues de material esportiu, 1 una botiga de material esportiu, 5 drogueries, 1 un drogueria, 4 joieries i 3 floristeries.
L'any 2000 a Chenôve hi havia 8 explotacions agrícoles.

## Equipaments sanitaris i escolars
El 2009 hi havia 1 hospital de tractaments de curta durada, 1 hospital de tractaments de mitja durada (seguiment i rehabilitació, 2 psiquiàtrics, 1 centre d'urgències, 1 centre de salut, 7 farmàcies i 3 ambulàncies.
El 2009 hi havia 7 escoles maternals i 7 escoles elementals. A Chenôve hi havia 2 col·legis d'educació secundària i 1 liceu tecnològic. Als col·legis d'educació secundària hi havia 523 alumnes i als liceus tecnològics 218.

## Poblacions més properes
El següent diagrama mostra les poblacions més properes.